# Exechiopsis evidens
Exechiopsis evidens är en tvåvingeart som beskrevs av Ostroverkhova 1979. Exechiopsis evidens ingår i släktet Exechiopsis och familjen svampmyggor. Inga underarter finns listade i Catalogue of Life.